# Makaronesa obscuripes
Makaronesa obscuripes är en stekelart som beskrevs av Graham 1983. Makaronesa obscuripes ingår i släktet Makaronesa och familjen puppglanssteklar.
Artens utbredningsområde är Madeira. Inga underarter finns listade i Catalogue of Life.